# 埃格尔萨特
埃格尔萨特（法語：Éguelshardt，法語發音：[eɡəlsaʁt]；洛林法兰克语：Egelshat）是法国摩泽尔省的一个市镇，属于萨尔格米讷区。

## 地理
埃格尔萨特（49°1'8"N, 7°29'31"E）面积16.8 平方千米，位于法国大東部大區摩泽尔省，该省份为法国东北部内陆省份，是洛林的一部分，西南接默尔特-摩泽尔省，东临下莱茵省，北与卢森堡和德国接壤。
与埃格尔萨特接壤的市镇（或旧市镇、城区）包括：贝伦塔勒、比奇、穆特鲁斯、菲利普斯堡、什蒂策尔布龙。
埃格尔萨特的时区为UTC+01:00、UTC+02:00（夏令时）。

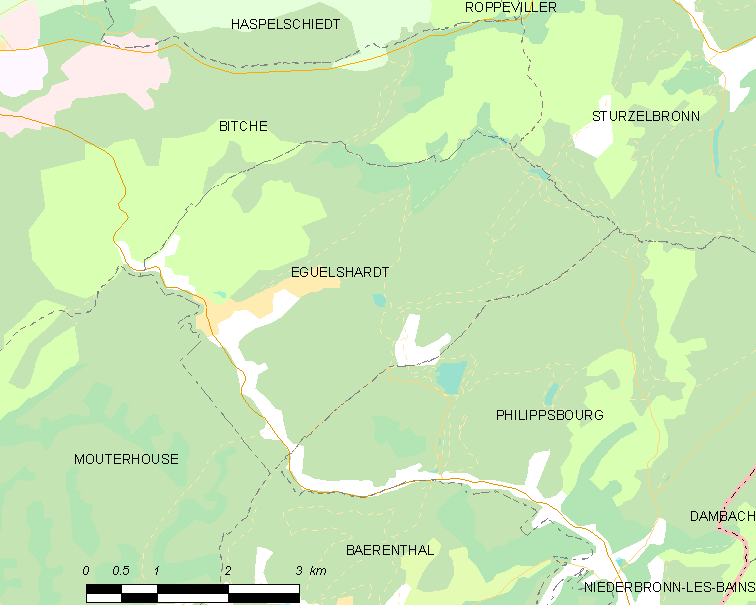
埃格尔萨特的OSM定位图

## 行政
埃格尔萨特的邮政编码为57230，INSEE市镇编码为57188。

## 政治
埃格尔萨特所属的省级选区为比奇县。

## 人口

1962-2008年间埃格尔萨特人口变化图示

埃格尔萨特于2022年1月1日时的人口数量为443人。